# Библиотека
Вижте пояснителната страница за други значения на Библиотека.
Библиотека (на гръцки: βιβλιοθήκη) е организация, чиято цел е събирането, обработването и съхранението на книги и други печатни издания и документи и осигуряването на възможност за тяхното обществено ползване.
Библиотеките осигуряват физически или виртуален достъп до информация на хартия, в електронен вид или и двете. Библиотечните сбирки може да включват не само книги, но и периодични издания, както и други ресурси в различни от хартиения формат като DVD, CD, музикални и видео касети, микрофилми, или друго съдържание. Съдържанието на сбирките е систематизирано в библиотечни каталози и библиографски бази данни. Книгите в библиотеките обикновено могат да бъдат заемани, така че да се ползват за известно време извън тях, или да се ползват в самата сграда на библиотеката, в която обикновено има помещения за четене.
Размерите и мащабът на дейността на библиотеките варират в широки граници и те могат да бъдат организирани и поддържани от държавата и общините, от институции, като училища и музеи, от предприятия или от частни лица. Ползвателите на библиотеките и предлаганите от тях услуги също са разнообразни. Така ползвателите на обществени библиотеки имат различни нужди от тези на специализираните или академичните библиотеки. Някои библиотеки изпълняват и функциите на местни културни центрове или центрове за продължаващо образование. Съвременните библиотеки обикновено развиват дейността си и извън своите основни сгради чрез осигуряване на достъп до различни материали чрез интернет.

## Етимология
Английският термин library се основава на латинското liber за „книга“ или „документ“, съдържащо се в латинското libraria „колекция от книги“ и librarium „контейнер за книги“. Други съвременни езици, сред които и българският, използват производни от старогръцкото βιβλιοθήκη (βιβλίον „книга“ + θήκη „хранилище“), първоначално означаващо „контейнер за книги“, чрез латински bibliotheca (срв. френски bibliothèque или немски Bibliothek).

## История
Историята на библиотеките започва с първите опити за организиране на колекции от документи. Първите библиотеки са открити в Шумер и се състоят от архиви върху глинени плочки, изписани с клинописно писмо, някои датиращи от 2600 г. пр.н.е.
В Древен Египет библиотеки притежават както храмовете, така и отделни лица. Покритите с писмена папируси са навивани на рула и връзвани с шнур, а понякога и запечатвани, в йероглифни книги (меджат). Когато повече свитъци съставят едно произведение, те са прибирани заедно в кожени калъфи, преди да бъдат затворени в глинени или каменни съдове или ковчежета. В храмовете има е цели зали за подреждане на книгите – от „Разказ за Сатни Камесу“ става ясно, че делвите с книги били разполагани в партерните зали. В някои храмове има специални хранилища – „зала за книги“ се нарича едно от помещенията на храма в Дендера (както и в сходния по план храм в Едфу), над чиято врата е издълбана палитра на писар, а по стените е изписан каталогът на книгите там. Съхраняваните текстове са най-често списъци (описи на храмовото имущество, листи на свързани с храма личности, предписания за управление на храма), папируси срещу уроки и за прогонване на диви животни, предписания за провеждане около храма на процесии и т.н. При разкопаване на гробници са открити и библиотеки с магически и религиозни книги, литературни творби и „научни“ трактати. Тези текстове са сътворени от писари по поръчка на жреци (жреци-фараони) и отделни лица, преписвани са за определени клиенти стари текстове или съвременни произведения, към които са ги подтиквали модата, суеверието, религията или добрият вкус.
Частни или лични библиотеки, съставени от ръкописни книги, се появяват в класическа Гърция през V век пр.н.е. През VI век, в самия край на Античността, от големите библиотеки на средиземноморския свят оцеляват само тези в Константинопол и Александрия. Извън Европа арабската династия Фатимиди (909 – 1171 г.) също притежава много големи библиотеки в своите владения. Историкът Ибн Аби Тайи описва тяхната дворцова библиотека, която по това време вероятно съдържа най-голямата колекция на света, като „чудо на света“. През цялата човешка история, наред с кървавите актове на насилие, завоевателите искат да унищожат всяка следа от записаната памет на победените. Ярък пример за това може да се намери в монголското клане на низаритите при Аламут през 1256 г. и подпалването на тяхната библиотека, „чиято слава се е разпространила по целия свят“, както се хвали завоевателят Джувейни.
През Средновековието центровете на книжовността са предимно в манастирите. В Африка библиотеките на Тимбукту са създадени през XIV век и привличат учени от цял свят.
През Ренесанса библиотеките са много по-достъпни, те са обществени места. Заможни хора строят библиотеки като храм на книгите и знанието, като в редица случаи те допускат и други да използват техните колекции. Видни аристократи и църковни служители създават големи библиотеки при своите дворове, наречени „придворни библиотеки“, и строят пищни монументални сгради, с богато украсена дървена дограма, а стените украсени със стенописи. Примери за такива библиотеки са Библиотека Малатестиана и Библиотека Лауренциана. На тези места се обменят идеи и учението и четенето се смятат едновременно за удоволствие и полезни за ума и душата. Тъй като свободомислието е отличителна черта на епохата, много библиотеки съдържат широк кръг трудове – старите класически текстове се намират наред с новите хуманистични трактати. Тези неформални средища на интелектуалци оказват дълбоко влияние върху културата на Ренесанса.
Първата безплатна обществена библиотека е основана в Манчестър заедно с музикално училище според завещанието на Хъмфри Четам (Chetham's Library), 1653 г. Във Волфенбютел, Долна Саксония, функционира т.нар. библиотека на херцог Август (Herzog August Bibliothek, Bibliotheca Augusta), която през XVII век е най-голямата на север от Алпите. Обществените библиотеки в известната ни днес форма – поддържани с обществени средства и достъпни за всеки – възникват към средата на XIX век.

## Видове библиотеки
Съвременните библиотеки биват:
- Държавни, сред които се открояват националните, които съхраняват и предоставят достъп до всички печатни и други материали, издавани в страната или имащи отношения към нея. За осигуряването пълнотата на фонда често се използва система за задължителен екземпляр. Българската национална библиотека е Народната библиотека Св. св. Кирил и Методий.
- Академични (университетски и училищни) – имат за цел да предоставят на учащите литература, необходима за учебния процес.
- Обществени – те са общодостъпни и предоставят на читателите за ползване най-необходимите и популярни издания.
- Регионални (градски и читалищни) – изпълняват ролята на филиали на националната библиотека и имат специално значение за регионите на страната.
- Специализирани – събират издания от определен тип (нотни издания, книги за слепи, стандарти на страната, патенти, предсказания на палмови листа и пр.) или определена тематика. В редки случаи това изисква особени условия за съхранение на изданията и ползването им.
- Ведомствени (фирмени, на организации) – доближават се до специализираните.
- Частни

Много институции правят разграничение между заемаща библиотека, в която материалите са предназначени да бъдат заемани, и справочна библиотека, където материалите се ползват на място. Пътуващите библиотеки, като някогашните конни библиотеки в източен Кентъки и читалищните библиотеки обикновено са за заемане. Съвременните библиотеки често са смесица от двете и съдържат обща колекция за свободен достъп и справочна колекция, ползвана само в помещенията на библиотеката. Дигитализацията на материали позволява по-широк достъп, включително до материали в непечатен вид, и позволяват на библиотеките да разширяват колекциите си. Прилагането на инструментите на Web 2.0 „не само ще свърже потребителите с тяхната общност и ще подобри комуникацията, но също така ще помогне на библиотекарите да популяризират дейностите, услугите и продуктите на своите библиотеки, за да се насочат както към действителните, така и към потенциалните им потребители“
Справочната (референтна) библиотека не заема книги и други материали; те могат да бъдат прочетени само на място. Обикновено такива библиотеки се използват за изследователски цели, например в университет. Някои издания в референтните библиотеки може да са ценни исторически и дори уникални екземпляри. Много заемни библиотеки съдържат „справочна секция“ с материали, като например речници и справочници, които не се заемат. Такива справочни секции могат да се наричат „читални“ и могат да включват също вестници и периодични издания.

### Национални
Първите национални библиотеки водят началото си от кралските колекции на суверена или на друг върховен държавен орган. Много национални библиотеки си сътрудничат в рамките на Секцията за национални библиотеки на Международната федерация на библиотечните асоциации и институции (IFLA), за да обсъждат общите си задачи, да определят и насърчават общи стандарти и да изпълняват проекти, които им помагат да изпълняват задълженията си.
Националните библиотеки на Европа участват в The European Library, която е служба на Конференцията на европейските национални библиотекари (CENL).

### Академични
Академичните библиотеки обикновено се намират в колежи и университетски кампуси и служат основно за задоволяване на информационните изисквания на студентите и преподавателите. Някои академични библиотеки, особено тези в публични институции, са достъпни и за широката публика, като понякога услугите се предоставят срещу заплащане. Някои академични библиотеки създават такива услуги, за да повишат нивата на грамотност в своите общности. Техните основни функции са да предоставят подкрепа за научни изследвания, консултации и достъп до ресурси. Академичните библиотеки съдържат актуални, надеждни и подходящи информационни ресурси във всички изучавани дисциплини. В допълнение към съхраняването на книги, някои библиотеки разполагат с електронни ресурси, като се абонират, за да предоставят резервни копия или допълнителна информация, когато не е практично тя да бъде налична на хартиен носител. Освен това повечето библиотеки си сътрудничат с други библиотеки чрез междубиблиотечен обмен. Конкретните ресурси, свързани с обучението, като учебници, обикновено се предоставят само за краткосрочно ползване. Някои академични библиотеки предоставят допълнителни ресурси, като например възможността за проверка на преносими компютри, уеб камери или научни калкулатори. Академичните библиотеки предлагат семинари и курсове извън формалния курс на обучение, които имат за цел да научат студентите на ефективни техники за търсене, ползване на бази данни на списания и на софтуер.
Академичната библиотека осигурява тихо учебно място за студентите в кампуса; може също така да осигури пространство за групово обучение, като заседателни зали. В Северна Америка, Европа и други части на света академичните библиотеки стават все по-дигитално ориентирани. Библиотеката предоставя „шлюз“ за студенти и изследователи за достъп до различни ресурси, както печатни/физически, така и цифрови. Академичните институции се абонират за бази данни с електронни списания, предоставят софтуер за изследвания и писане на научни статии и обикновено предоставят компютърни работни станции или компютърни лаборатории за студентите за достъп до списания, бази данни и портали за търсене в библиотеки, институционални електронни ресурси, достъп до интернет и свързани с курсове или задачи софтуер (т.е. софтуер за текстообработка и електронни таблици). Някои академични библиотеки поемат нови роли, като например действат като електронно хранилище за институционални научни изследвания и академични знания, като например събиране и поддържане на дигитални копия на дипломни работи и дисертации на студенти Нещо повече, академичните библиотеки все повече действат като издатели сами по себе си на основа с нестопанска цел, особено под формата на институционални издатели с напълно отворен достъп

### Обществени заемни библиотеки
Обществената библиотека предоставя услуги на широката публика. Ако тя е част от по-широка библиотечна система, гражданите с активна библиотечна карта могат да използват и останалите библиотечни клонове. Голяма част от материалите, намиращи се в публичната библиотека, са достъпни за заемане. Персоналът на библиотеката взема решение относно броя на елементите, които посетителите могат да заемат, както и подробностите за определеното време за заемане. Обикновено библиотеките издават библиотечни карти на читателите, които желаят да заемат книги.
Много обществени библиотеки служат също като обществени организации, които предоставят безплатни услуги и място за събития, като читателски групи и четене за приказки за малки деца. За много общности библиотеката е възможност за връзка с широкия свят, място за достъпни знания и забавление. Според проучване на Библиотечната асоциация на Пенсилвания услугите на обществените библиотеки играят основна роля в борбата с нарастващата неграмотност сред младите хора. Обществените библиотеки са защитени и финансирани от обществото, на което служат.
Library 2.0, е проект, въведен през 2005 г., в отговор на предизвикателството на Google и опит да се отговори на променящите се нужди на потребителите чрез използване на технологията Web 2.0. Някои от аспектите на Library 2.0 включват коментиране, маркиране, отметки, дискусии, използване на онлайн социални мрежи от библиотеки, плъгини и уиджети Той е опит да се направи библиотеката институция, ориентирана повече към потребителите. Въпреки значението, което се приписва на обществените библиотеки, техните бюджети често се съкращават и в някои случаи финансирането е намаляло толкова много, че библиотеките са принудени да съкратят работното си време и да освободят служители.

### Изследователски/научни библиотеки
Научната библиотека е колекция от материали по една или повече теми
Тя участва в научни изследвания и обикновено включва първични, както и вторични източници; поддържа постоянни колекции и се опитва да осигури достъп до всички необходими материали. Най-често тя е академична или национална библиотека, но много малко от най-големите публични библиотеки могат да служат като изследователски библиотеки. Една голяма университетска библиотека може да се счита за изследователска; в Северна Америка такива библиотеки могат да принадлежат към Асоциацията на изследователските библиотеки, а в Обединеното кралство към Research Libraries UK (RLUK)
Научната библиотека може да бъде и справочна библиотека, която не заема своите фондове, и заемна библиотека. Някои изключително големи или традиционни научни библиотеки са изцяло референтни, тъй като не заемат никакви свои материали; повечето академични изследователски библиотеки, поне в САЩ и Обединеното кралство, днес заемат книги, но не и периодични издания. Много научни библиотеки са прикрепени към родителска организация и обслужват само членове на тази организация. Примери за изследователски библиотеки са Британската библиотека, Бодлиевата библиотека в Оксфордския университет, главният клон на обществената библиотека в Ню Йорк в Манхатън., и Държавната обществена научно-технологична библиотека на Сибирския клон на Руската академия на науките.

### Специализирани библиотеки
Много частни фирми и обществени организации, например болници, църкви, музеи, изследователски лаборатории, адвокатски кантори, правителствени отдели и агенции, поддържат свои собствени библиотеки за извършване на специализирани изследвания, свързани с тяхната работа. Тези библиотеки могат понякога да бъдат достъпни за широката публика. Например правителствените правни библиотеки, болничните библиотеки и библиотеките на военните бази, обикновено са отворени за посетители на въпросната институция. Като се има предвид силно индивидуалният характер на специалните библиотеки, посетителите следва да проверяват какви услуги и ограничения се прилагат там. Специализираните библиотеки се разграничават от специалните колекции, които са клонове или части от библиотека, предназначени за редки книги, ръкописи и други специални материали, въпреки че някои специални библиотеки имат свои собствени колекции, обикновено свързани със специализираната предметна област на библиотеката.

## Библиотечна организация
Повечето библиотеки разполагат с материали, подредени в определен ред според система за библиотечна класификация, така че елементите да могат да бъдат намирани бързо и колекциите да могат да бъдат преглеждани ефективно Някои библиотеки имат допълнителни галерии извън публичните, където се съхраняват референтни материали. Тези референтни хранилища може да не са отворени за всеки. Други изискват от посетителите да подадат „заявка“, когато е необходимо извличане на материали от затворените хранилища.
Тъй като от самото им създаване броят на книгите в библиотеките постоянно расте, нараства и необходимостта от компактно съхранение и достъп с подходящо осветление. При стековата система колекцията от книги се съхранява в пространство, отделно от читалнята. Тази подредба възниква през XIX век. Сравнително стандартна е формата, в която рафтовете за книги представляват чугунените и стоманени рамки, които поддържат и подовете. Подовете често са изградени от полупрозрачни блокове, за да позволят преминаването на светлина. Въвеждането на електрическо осветление оказва огромно влияние върху осветлението, като използването на стъклени подове е до голяма степен преустановено. Подовете все още често са под формата на метална решетка, за да позволи циркулация на въздуха. Когато е необходимо повече пространство, се използва метод за преместване на рафтовете по релси (компактни рафтове).
По-големите библиотеки често са разделени на отдели, сред които са заемна, справочен отдел, технически отдел и др.
Основните задачи в управлението на библиотеката включват планиране на снабдяването, библиотечна класификация на придобитите материали, запазване на материалите (особено редки и крехки архивни материали като ръкописи), отписване на материали, заемане на материали от читатели и разработване и администриране на библиотечни компютърни системи По-дългосрочните проблеми включват планирането на изграждането на нови библиотеки или разширения на съществуващите, както и разработването и внедряването услуги за обхват и подобряване на четенето (като ограмотяване на възрастни и програмиране за деца). Библиотечните материали като книги, списания, периодични издания, компактдискове и т.н. се управляват от теорията за десетичната класификация на Дюи и усъвършенстваната Универсална десетична класификация (УДК).

### Стандартизация
Международната организация по стандартизация (ISO) публикува няколко стандарта относно управлението на библиотеки чрез своя Технически комитет 46 (TC 46), който се фокусира върху „библиотеки, центрове за документация и информация, издателска дейност, архиви, управление на записи, музейна документация, услуги за индексиране и рефериране и информация Следва частичен списък на някои от тях:
- ISO 2789:2006 Информация и документация – Международна библиотечна статистика
- ISO 11620:1998 Информация и документация – Индикатори за ефективност на библиотеките
- ISO 11799:2003 Информация и документация – Съхранение на документи изисквания за архивни и библиотечни материали
- ISO 14416:2003 Информация и документация – Изисквания за подвързване на книги, периодични издания, периодични издания и други документи на хартиен носител за използване в архиви и библиотеки – Методи и материали
- ISO/TR 20983:2003 Информация и документация – Индикатори за ефективност за електронни библиотечни услуги.

### Обучение на читателите
Нуждата от обучение на библиотечните потребители обуславя възникването на движението за библиотечно обучение. Основната форма на библиотечно обучение понякога е известна като информационна грамотност.
Библиотеките трябва да информират своите потребители какви материали има в техните колекции и как да получат достъп до тази информация. Преди ерата на компютрите това се постига с картотечен каталог – шкаф (или множество шкафове) с много чекмеджета, пълни с индексни картони, описващи книги и други материали. В голяма библиотека картотечният каталог често запълва голяма стая. Появата на интернет обаче доведе до възприемането на електронни каталожни бази данни, които позволяват на потребителите да търсят във фондовете на библиотеката от всяко място с достъп до интернет
Този стил на поддръжка на каталог е съвместим с новите типове библиотеки, като дигитални библиотеки и разпределени библиотеки, както и с по-старите библиотеки, когато са модернизирани. Големите библиотеки могат да бъдат разпръснати в множество сгради в града, всяка от тях с няколко етажа, с множество стаи, в които се помещават техните ресурси в поредица от рафтове. След като потребителят намери даден ресурс в каталога, той трябва да навигира, за да извлече ресурса физически. Този процес може да бъде подпомогнат чрез знаци, карти, GPS системи или RFID маркиране.

## Дигитални библиотеки
Цифровите библиотеки са библиотеки, които съхраняват цифрови ресурси. Те се определят не като услуга, а като организация, която предоставя достъп до цифрови произведения, има отговорност за запазването им, за да осигури бъдещия достъп до материалите, и предоставя тези елементи лесно и достъпно. Определението за цифрова библиотека предполага, че „цифровата библиотека използва разнообразен софтуер, мрежови технологии и стандарти, за да улесни достъпа до цифрово съдържание и данни на определена потребителска общност.“
През 21-ви век има нарастващо използване на интернет за събиране и извличане на данни. Преминаването към цифрови библиотеки силно повлиява на начина, по който хората използват физическите библиотеки. Между 2002 г. и 2004 г. средната американска академична библиотека е отбелязала спад на общия брой трансакции приблизително 2,2 пъти. Библиотеките се опитват да бъдат в крак с дигиталния свят и новото поколение студенти, които са свикнали да имат информация само на един клик разстояние. Например библиотечната система на Университета на Калифорния отбелязва 54% спад в заеманията между 1991 г. и 2001 г. от 8 377 000 книги до 3 832 000.
Тези факти може да са следствие от повишената наличност на електронни ресурси. През 1999 – 2000 г. 105 университетски библиотеки на ARL са похарчили почти 100 милиона долара за електронни ресурси, което е увеличение с близо 23 милиона долара спрямо предходната година Доклад от 2003 г. на Open E-book Forum установява, че през 2002 г. са продадени близо един милион електронни книги, генерирайки близо 8 милиона долара приход.
Друг пример за преминаване към дигитални библиотеки може да се види в решението на Cushing Academy да се откаже от библиотеката си от печатни книги – общо над 20 000 тома – и да премине изцяло към цифрови медийни ресурси
Достъпът до цифрови библиотеки зависи от способността на потребителите да откриват и извличат документите. Цифровите обекти не могат да се съхраняват пасивно, те трябва да бъдат предварително подготвени, за да се гарантира доверието и целостта им. Освен това е необходимо да се осигур дългосрочен достъп до цифровите ресурси. Съществуват два проблема, които изискват внимание: евентуална повреда на носителя и остаряването на формата. При повреда на носителя конкретен цифров елемент става неизползваем поради някаква грешка или проблем. Един надраскан CD-ROM няма да покаже правилно съдържанието си, но друг, ненадраскан диск няма да има този проблем. Остаряването на формата настъпва когато цифровият формат бива заменен от по-нова технология и така елементите в стария формат стават нечетими и неизползваеми. Справянето с повредите на материалите е реактивен процес, защото нещо се прави само когато се появи проблем. Обратно, остаряването на формата може да се предвиди и когато се очакват промени, се търсят решения предварително.

### Интернет в библиотеката
Библиотеката може да използва интернет по различни начини, от създаване на собствен библиотечен уебсайт до предоставяне на онлайн търсене в нейните каталози. Съществуват специализирани търсачки като Google Наука, които улесняват търсенето на ресурси като статии в научни списания. Центърът за онлайн компютърни библиотеки позволява на всеки да търси в най-голямото хранилище на библиотечни записи в света чрез своята онлайн база данни WorldCat. Уебсайтове като LibraryThing и Амазон предоставят резюмета, рецензии и препоръки за книги. Библиотеките предоставят на читателите компютри и достъп до интернет, за да търсят информация. Онлайн достъпът до информация е особено привлекателен за по-младите библиотечни потребители
Дигитализацията на книги, особено тези, които са печатани отдавна и изчерпани, в проекти като Гугъл книги осигурява ресурси за библиотечни и други онлайн потребители. Благодарение на притежанията си от ценни материали, някои библиотеки са важни партньори за търсещите машини като Google и получават на свой ред реципрочна полза. С нарастването на известността и ролята на интернет, библиотечните услуги преместиха основния си акцент от предоставяне на печатни материали към предоставяне на повече компютри и повече достъп до интернет Като следствие от новите начини за търсене на информация библиотеките са изправени пред редица предизвикателства. Потенциалният спад в използването на услугите им, особено справочните, поставя под съмнение необходимостта от тези услуги.
За да отговорят на това и за да намалят риска от загуба на потребители, библиотеките насърчават обучението по информационна грамотност, вече считано за жизненоважно
Аспектът на поверителността на използването на библиотеката в ерата на интернет е въпрос на нарастваща загриженост и застъпничество. Например Library Freedom Project провежда семинари за поверителност, които обучават библиотекарите на дигитални инструменти (като мрежата Tor) за осуетяване на масово наблюдение.

## Международни организации
„Международната федерация на библиотечните асоциации и институции“ (IFLA) е водещата международна асоциация на библиотечните организации. Това е глобалният глас на библиотечната и информационната професия и неговата годишна конференция предоставя място за библиотекарите да се учат един от друг.
Библиотечните асоциации в Азия включват Индийската библиотечна асоциация (ILA), Индийската асоциация на специалните библиотеки и информационни центрове (IASLIC), Бенгалската библиотечна асоциация (BLA), Колката, Пакистанската библиотечна асоциация, Пакистанската организация за благосъстояние на библиотекарите, Асоциацията на библиотекарите, информационните учени и документалистите в Бангладеш, Библиотечната асоциация на Бангладеш и Библиотечната асоциация на Шри Ланка (основана 1960 г.). Националните асоциации на англоезичния свят включват Американската библиотечна асоциация, Австралийската библиотечна и информационна асоциация, Канадската библиотечна асоциация, Библиотечната и информационна асоциация на Нова Зеландия Аотеароа и Изследователските библиотеки на Обединеното кралство (обединение от 30 университетски и различни изследователи библиотеки в Обединеното кралство). Библиотечни органи като CILIP (бившата Библиотечна асоциация, основана през 1877 г.) могат да подкрепят ролята, която библиотеките и библиотекарите могат да играят в съвременната интернет среда и в преподаването на умения за информационна грамотност.
Нигерийската библиотечна асоциация е признатата група за библиотекари, работещи в Нигерия. Създадена е през 1962 г. в Ибадан. Застъпничеството на обществените библиотеки е подкрепа, предоставена на публична библиотека за нейните финансови и философски цели или нужди. Най-често това е под формата на парични или материални дарения или кампании към институциите, които контролират библиотеката, понякога от групи за застъпничество като приятели на библиотеките и членове на общността. Първоначално застъпничеството на библиотеката беше съсредоточено върху самата библиотека, но настоящите тенденции показват, че библиотеките се позиционират, за да демонстрират, че предоставят „икономическа стойност на общността“ по начини, които не са пряко свързани с изкупуването на книги и други медии.
С националната и международната координация за защита на библиотеките при военни конфликти се заемат Син щит Интернешънъл и ЮНЕСКО. От международна гледна точка, въпреки частичното разпадане на държавните структури и много неясните ситуации на сигурността в резултат на войните и вълненията, се предприемат сериозни действия за защита на библиотеките. Неразделна част от това е и създаването на „забранителни списъци“, в които са запазени координатите на важни паметници на културата като библиотеките.

## Известни библиотеки
Някои от най-големите библиотеки в света са изследователски библиотеки. Сред най-известните са Нюйоркската обществена библиотека в Ню Йорк, Руската национална библиотека в Санкт Петербург, Британската библиотека в Лондон, Френската национална библиотека в Париж и Библиотеката на Конгреса във Вашингтон.
- Египетска древна Александрийска библиотека и модерната Александрийска библиотека
- Амброзийска библиотека в Милано
- Ашурбанипалска библиотека в Ниневия
- Френска национална библиотека, Париж
- Бодлиева библиотека, Оксфорд
- Британска библиотека, Лондон
- Британска библиотека по политически и икономически науки, Лондон
- Кеймбриджка университетска библиотека
- Библиотека Карнеги, Питсбърг
- Каролина Редивива, Университет Упсала
- Кралска библиотека на Нидерландия, Хага
- Руска държавна библиотека, Москва
- Кралска библиотека, Копенхаген
- Сиатълска централна библиотека
- Щаатсбиблиотек, Берлин
- Библиотека на щата Виктория, Мелбърн
- Мемориална библиотека Стърлинг, Йейл
- Ватиканска библиотека, Ватикана
- Библиотека на Харвардския университет, вероятно най-голямата академична сбирка